# سالستان (كيسم)
سالستان (القديم) هو الاسم القديم الذي يطلق على سيستان وكذلك أطلق على قرية سالستان التابعة إلى آستانة اشرفية في گيلان (بالفارسية: سالستان) هي قرية تقع في إيران في غيلان. يقدر عدد سكانها بـ 118 نسمة بحسب إحصاء 2016.